# Многолетние серии коммеморативных марок СССР
Почтовые марки одной серии могут иметь разные даты выпуска. Знаки почтовой оплаты с ясными серийными признаками оформления объединяют в единые серии независимо от года выпуска.
Многоле́тняя се́рия, или се́рия, выпуска́вшаяся в тече́ние не́скольких лет, — серия почтовых марок, выпуски которой появлялись в течение двух или более лет по датам выпусков. Другими словами, в датах выпусков формально присутствуют по крайней мере два разных года. При этом в каталоге марок имеется соответствующий текст. Многолетние серии, как правило, больше обычных, однолетних. Насчитывается 124 многолетние серии коммеморативных марок СССР.
Особый интерес представляют отдельные крупные серии, выпуск которых осуществляется на протяжении нескольких лет. Таких серий не так много. Ещё более редки очень большие многолетние серии, которые носят специальное название перманентных.
Многолетние серии коммеморативных марок могут быть важной составной частью структуры каталогов почтовых марок, как это имеет место, например, у каталогов японских марок Сакура, JSCA и JSDA. В этих каталогах перманентные серии даже выделены в отдельные разделы, например, первая и вторая перманентные серии национальных парков. Считается, что такая структура каталогов затрудняет работу коллекционеров, поскольку марки одного года выпуска оказываются разбросанными по разным разделам каталога.

## Введение
Данные о сериях с разными датами выпуска коммеморативных марок СССР берутся из каталогов почтовых марок. Этот процесс имеет три особенности.
1. Разные каталоги имеют разные пропуски в наборе серий. Исчерпывающую информацию по этому вопросу не имеет ни один каталог. Далее приведён список каталогов, в которых есть достаточно полные соответствующие сведения и которые используются для определения серий почтовых марок.
- Русские каталоги с нумерацией ЦФА (ЦФА).

- Каталог почтовых марок СССР. 1918—1980. Том 1 (1918—1969) / Ред. М. И. Спивак.
- Каталог почтовых марок СССР. 1918—1980. Том 2 (1970—1980) / Сост. и ред. М. И. Спивак.
- Почтовые марки России и СССР. Специализированный каталог. Том 4. РСФСР, СССР (1923—1960). 2010/11 / Под ред. В. Ю. Соловьева.
- Почтовые марки России и СССР. Специализированный каталог. Том 5. СССР 1961—1991. 2015/16 / Под ред. В. Ю. Соловьева.
- Ежегодные дополнения. 1958—1991. — М.: ЦФА «Союзпечать» (или «Радио и связь», или ДИЭЗПО), 1960—1992.

- Русские каталоги с другой нумерацией.

- Краткий справочник: Карачун Д., Карлинский В. Почтовые марки СССР (1918—1968). Краткий справочник (Kar).
- Каталог «Стандарт-Коллекция» (SC): Каталог почтовых марок. Российская Империя, РСФСР, СССР. 1857—1965 / Ред. В. Загорский.
- Каталог «Стандарт-Коллекция» (SC): Каталог почтовых марок СССР. Часть II 1966—1991 / Ред. В. Загорский.

- Иностранные каталоги.

- Американский каталог «Скотт» (Scott): Scott Standard Postage Stamp Catalogue. 169th edition. Volume 5 N-Sam.
- Немецкий каталог «Михель» (Michel): Michel Europa-Katalog 2013/2014. Band 7: Osteuropa.
- Английский каталог «Стэнли Гиббонс» (SG): Stanley Gibbons Stamp Catalogue. Part 10. Russia. 7th edition.
- Французский каталог «Ивер и Телье» (Yvert): Yvert & Tellier Catalogue des Timbres-Poste. Tome IV Europe de l’Est. (2e partie Roumanie à Ukraine).

Приведём также список каталогов, в которых серии с разными датами выпуска практически не отмечены, то есть в основном даны только на короткие периоды 1—2 года.
- Ляпин Виктор. Каталог почтовых марок России (1856—1991). М.: Издатель И. В. Балабанов, 2008.
- Петрищев А. С. Почтовые марки СССР. 1923—1991. Специализированный каталог. М., 2019.
- Каталог почтовых марок СССР. 1918—1969 / Ред. М. Е. Гинзбург, М. И. Спивак. М.: ЦФА «Союзпечать» Минсвязи СССР, 1970.
- Каталог почтовых марок России. 1857—1995. / Рук. А. Я. Певзнер. М.: Центрполиграф, 1995. ISBN 5-7001-0241-2.
- Pet[15]. Петрищев А. С. Каталог почтовых марок СССР. 1976—1991. — М., 2019. — 347 с. с илл. — ISBN 978-5-00-006021-6.
- Электронные каталоги.

Каталог Pet один раз был использован для поддержки серии «Деятели мировой культуры 3 (1974—1989)».
2. Состав серий в разных каталогах может отличаться. Возможна ситуация, когда в иностранном каталоге марки отмечены как серия, а в русских каталогах не отмечены. И наоборот.
3. В разных каталогах даты выпуска филателистических материалов могут отличаться. Поэтому в разных каталогах серии могут иметь различную длительность в годах. При наличии в разных каталогах разных дат одного и того же выпуска приоритет у каталога Michel как самого скрупулёзного.

## Формирование в каталогах серий, выпускаемых в разное время
Многолетние серии марок суть частные случаи серий марок, выпускаемых в разное время. Тот факт, что серия марок была выпущена в разное время, то есть с разными датами выпуска, отмечается в каталогах марок. Для этого описание таких серий формируется в каталоге специальным образом.
Следует иметь в виду, что французский каталог Yvert разбил марки на три раздела: «обычные», кажущиеся авиапочтовыми и памятные блоки, — причём каждый со своей простой нумерацией, без префиксов. Этот факт необходимо иметь в виду при сравнении каталожных номеров из разных каталогов, некоторые из которых тоже имеют подобные разделы. В японских каталогах, по крайней мере, разные разделы имеют свои префиксы нумерации марок.
Общие принципы описания серий почтовых марок.
1. Коммеморативные марки. Представлены списки многолетних серий только коммеморативных марок СССР. Списки стандартных марок имеются в статье Стандартные марки СССР.
2. Приоритет ЦФА. Наиболее важный пункт, определяющий состав и упорядоченность серий.
2.1. Тематика серий. Тематика серии определяется каталогами ЦФА. Если в других каталогах марки разбиты на серии по-другому по другим темам, лишние марки отбрасываются.
2.2. Последовательность серий. Серии коммеморативных марок СССР пронумерованы по порядку их появления в каталогах ЦФА — по первому номеру серии. Порядок серий в других каталогах может быть другим.
2.3. Последовательность марок. Последовательность марок в серии отвечает каталогам ЦФА. Порядок марок в других каталогах можно узнать по нумерации марок.
3. Годовая длительность. Годовая длительность многолетних серий определяется по первому и последнему году выпуска серии. Не имеет значения, выпускалась ли марки серии в промежуточные года. Приоритет в датах отдан каталогу Michel и по нему определяется годовая длительность серии. Например, серия «За индустриализацию СССР» 1929 года однолетняя, как указано в каталогах ЦФА, SC, Michel и Yvert, хотя в каталогах Загорского и Scott она двулетняя. Аналогичная ситуация с серией «Авиаэкспресс. Второй Международный полярный год» 1932 года.

## Описание серий

### Описание двулетних серий
В СССР за 66-летний период с 1926 по 1991 год было выпущено 43 двулетних серий почтовых марок.
Теоретически минимальный размер многолетней серии может быть 2 марки. Многолетние серии коммеморативных марок СССР достигают этого минимума на четырёх двулетних сериях:
- «40-летие литературной деятельности М. Горького (А. М. Пешков, 1868—1936)»;
- «Народные артистки республики»;
- «Авиапочта»;
- «Спешите делать добро!».

Самая большая двулетняя серия «Виды Москвы. 800-летие Москвы» состоит из 27 марок и блока.

### Описание трёхлетних серий
В СССР первая трёхлетняя серия появилась только в 1933 году и за 58-летний период с 1933 по 1991 год было выпущено 27 трёхлетних серий почтовых марок.
Теоретически минимальный размер многолетней серии может быть 2 марки. Но трёхлетние серии коммеморативных марок СССР этого минимума не достигают. Самое маленькое количество марок и блоков в трёхлетних сериях — три, таких серий две:
- «Государственные университеты СССР», 3 марки;
- «Охрана природы — актуальная тема филателии», 3 блока.

Самая большая двулетняя серия «Всесоюзная сельскохозяйственная выставка в Москве 2» состоит из 35 марок и 3 блоков.

### Описание серий длительностью от 4 до 10 лет
В СССР первая серия длительность от 4 до 10 лет — 5-летняя — появилась только в 1938 году и за 53-летний период с 1938 по 1991 год было выпущено 36 серий длительностью от 4 до 10 лет.
Теоретически минимальный размер многолетней серии может быть 2 марки. Но серии коммеморативных марок СССР длительностью от 4 до 10 лет этого минимума не достигают, самое маленькое количество марок и блоков в таких сериях — четыре.
Самая большая перманентная серия длительностью от 4 до 10 лет «Летние Олимпийские игры 1980» состоит из 81 марки с блоками.

### Описание серий длительностью более 10 лет
В СССР первая серия длительностью более 10 лет — 11-летняя — появилась в 1934 году и за 57-летний период с 1934 по 1991 год было выпущено 18 серий длительностью более 10 лет.
Теоретически минимальный размер многолетней серии может быть 2 марки. Но серии коммеморативных марок СССР длительностью более 10 лет этого минимума не достигают, самое маленькое количество марок — пять — в серии «Деятель Коммунистической партии и Советского государства М. И. Калинин (1875—1946)».
Самая большая перманентная серия длительностью более 10 лет «Русская и советская живопись» состоит из 111 марок с блоков — самая большая коммеморативная серия почтовых марок СССР.

## Обобщающая информация о многолетних сериях

### Краткое описание многолетних серий

#### Таблица с кратким описанием многолетних серий
В таблице приведены следующие характеристики многолетних серий:
- номер по порядку;
- название;
- годы выхода;
- длительность в годах;
- количество номиналов (марок и блоков);
- изображение первой марки;
- краткое описание первой марки;
- номер ЦФА первой марки;
- дата выпуска первой марки.

Предпочтение в датах отдано каталогу Michel.
Многолетние серии упорядочены по номерам ЦФА их первых марок, то есть по первым ЦФА номерам серий, а не первым датам серий.
| №   | Название серии | Гг.       | Лет | Марок | Марка с 1-м номером серии | Краткое описание                                        | № ЦФА | Дата       |
| --- | --- | --------- | --- | ----- | ------------------------- | ------------------------------------------------------- | ----- | ---------- |
| 1   | В помощь беспризорным детям 1                                                                                        | 1926—1927 | 2   | 6     |                           | Дети                                                    | 245   | 1926-12-20 |
| 2   | В помощь беспризорным детям 2                                                                                        | 1929—1930 | 2   | 4     |                           | Производственные мастерские                             | 310   | 1929-1-1   |
| 3   | Дирижаблестроение в СССР                                                                                             | 1931—1932 | 2   | 12    |                           | Дирижабль в полете                                      | 368   | 1931-5-15  |
| 4   | 40-летие литературной деятельности М. Горького (А. М. Пешков, 1868—1936)                                             | 1932—1933 | 2   | 2     |                           | Максим Горький                                          | 392   | 1932-9-25  |
| 5   | 15-летие Великой Октябрьской социалистической революции                                                              | 1932—1933 | 2   | 7     |                           | Выступление Ленина с броневика                          | 396   | 1932-11    |
| 6   | Памяти деятелей коммунистической партии                                                                              | 1933—1935 | 3   | 8     |                           | В. В. Воровский                                         | 432   | 1933-10    |
| 7   | 10-летие и 20-летие со дня смерти организатора КПСС и основателя Советского государства В. И. Ленина (1870—1924)     | 1934—1944 | 11  | 18    |                           | Мавзолея В. И. Ленина и Спасская башня                  | 454   | 1934-03-10 |
| 8   | Авиапочта. Памяти советских стратонавтов, достигших 30/I 1934 г. на стратостате «Осоавиахим-I» высоты 22 000 метров  | 1934—1944 | 11  | 6     |                           | И. Д. Усыскин                                           | 467   | 1934-9-15  |
| 9   | Деятель Коммунистической партии и Советского государства М. И. Калинин (1875—1946)                                   | 1935—1946 | 12  | 5     |                           | Калинин у токарного станка                              | 519   | 1935-11-20 |
| 10  | Государственные гербы СССР и союзных республик                                                                       | 1937—1941 | 5   | 14    |                           | РСФСР                                                   | 568   | 1938-5     |
| 11  | Авиационный спорт в СССР                                                                                             | 1938—1939 | 2   | 14    |                           | Модель самолета АНТ-6                                   | 625   | 1938-10-7  |
| 12  | Павильон СССР на международной выставке в Нью-Йорке (1939 г.)                                                        | 1939—1940 | 2   | 4     |                           | Скульптура «Рабочий со звездой»                         | 663   | 1939-5-13  |
| 13  | Всесоюзная сельскохозяйственная выставка в Москве 1                                                                  | 1939—1940 | 2   | 27    |                           | Животноводство                                          | 676   | 1939-8-1   |
| 14  | 23-я и 25-я годовщины Красной Армии и Военно-Морского Флота СССР (23/II 1918)                                        | 1941—1943 | 3   | 13    |                           | Воины-лыжники на марше                                  | 787   | 1941-2-23  |
| 15  | 5-летие Центрального музея Ленина                                                                                    | 1941—1942 | 2   | 4     |                           | Скульптура «В. И. Ленин в Разливе»                      | 808   | 1941-6     |
| 16  | Герои Советского Союза, павшие в Великой Отечественной войне 1941—1945 гг.                                           | 1942—1944 | 3   | 17    |                           | В. В. Талалихин                                         | 823   | 1942-11-28 |
| 17  | Великая Отечественная война 1941—1945 гг. 1                                                                          | 1942—1946 | 5   | 31    |                           | Противотанковая артиллерия                              | 830   | 1942-11-30 |
| 18  | Ордена и медали СССР                                                                                                 | 1943—1953 | 11  | 70    |                           | Орден Отечественной войны                               | 860   | 1943-7     |
| 19  | 25-летие Всесоюзного ленинского коммунистического союза молодежи (создан 29/X 1918)                                  | 1943—1944 | 2   | 5     |                           | Зенитчик у орудия                                       | 873   | 1943-10-31 |
| 20  | Герои Гражданской войны 1                                                                                            | 1944—1949 | 6   | 7     |                           | Н. А. Щорс                                              | 928   | 1944-10-19 |
| 21  | Советские самолеты в Великой Отечественной войне 1941—1945 гг.                                                       | 1945—1946 | 2   | 18    |                           | Пикирующий бомбардировщик Пе-2                          | 988   | 1945-8-19  |
| 22  | Виды Москвы. 800-летие Москвы                                                                                        | 1946—1947 | 2   | 28    |                           | Колокольня Ивана Великого                               | 1072  | 1946-9-5   |
| 23  | 25-летие советской почтовой марки                                                                                    | 1946—1947 | 2   | 6     |                           | Марки на фоне карты СССР                                | 1087  | 1946-11-6  |
| 24  | 29-я годовщина Великой Октябрьской социалистической революции                                                        | 1946—1947 | 2   | 5     |                           | Сталин и Ленин                                          | 1093  | 1946-11-6  |
| 25  | 23-я и 24-я годовщины со дня смерти организатора КПСС и основателя Советского государства В. И. Ленина (1870—1924)   | 1947—1948 | 2   | 6     |                           | Трудящиеся у Мавзолея В. И. Ленина                      | 1107  | 1947-1-21  |
| 26  | Авиапочта. День Воздушного Флота СССР (установлен 28/IV 1933)                                                        | 1947—1948 | 2   | 4     |                           | Истребитель Як-9                                        | 1145  | 1947-8-30  |
| 27  | Советские социалистические республики 1                                                                              | 1948—1951 | 4   | 48    |                           | Дом Совета министров УССР                               | 1230  | 1948-1-25  |
| 28  | Спорт в СССР | 1948—1949 | 2   | 19    |                           | Слаломист                                               | 1243  | 1948-2-23  |
| 29  | Развитие сельского хозяйства в СССР                                                                                  | 1950—1951 | 2   | 7     |                           | Занятия по агротехнике                                  | 1522  | 1950-6     |
| 30  | Виды Ленинграда. К 250-летию Ленинграда                                                                              | 1953—1957 | 5   | 13    |                           | Памятник Ленину у Финляндского вокзала                  | 1735  | 1953-11-23 |
| 31  | Всесоюзная сельскохозяйственная выставка в Москве 2                                                                  | 1954—1956 | 3   | 38    |                           | Эмблема выставки                                        | 1783  | 1954-8-1   |
| 32  | 200-летие МГУ имени М. В. Ломоносова (основан 23/I 1755)                                                             | 1955—1956 | 2   | 4     |                           | М. В. Ломоносов. Старое здание МГУ                      | 1837  | 1955-6-9   |
| 33  | Советская научная дрейфующая станция «Северный полюс»                                                                | 1955—1962 | 8   | 5     |                           | Станция «Северный полюс»                                | 1851  | 1955-11-29 |
| 34  | Женщины — общественные и политические деятели                                                                        | 1956—1958 | 3   | 5     |                           | Н. К. Крупская                                          | 1901  | 1956-6-28  |
| 35  | Народные артистки республики                                                                                         | 1956—1957 | 2   | 2     |                           | Г. Н. Федотова                                          | 1905  | 1956-7-23  |
| 36  | Шотландский поэт Роберт Бёрнс (1759—1796)                                                                            | 1956—1959 | 4   | 3     |                           | Роберт Бёрнс                                            | 1932  | 1956-8-27  |
| 37  | Писатели нашей Родины                                                                                                | 1956—1960 | 5   | 20    |                           | М. В. Ломоносов                                         | 1966  | 1956-12-31 |
| 38  | Фауна СССР | 1957—1961 | 5   | 18    |                           | Серая куропатка                                         | 1986  | 1957-12-6  |
| 39  | Декоративно-прикладное искусство народов СССР                                                                        | 1957—1958 | 2   | 6     |                           | Вологодские кружевницы                                  | 1994  | 1957-3-30  |
| 40  | Деятели мировой культуры 1                                                                                           | 1957—1958 | 2   | 10    |                           | А. М. Ляпунов                                           | 2014  | 1957-6-20  |
| 41  | Международный геофизический год                                                                                      | 1957—1959 | 3   | 10    |                           | Изучение солнечной активности                           | 2017  | 1957-7-4   |
| 42  | Всесоюзная промышленная выставка                                                                                     | 1957—1959 | 3   | 4     |                           | Рабочее колесо турбины ГЭС                              | 2095  | 1957-11-20 |
| 43  | 200-летие Академии художеств СССР                                                                                    | 1957—1958 | 2   | 4     |                           | Брюллов, Репин, Суриков                                 | 2098  | 1957-12-16 |
| 44  | Советские социалистические республики 2                                                                              | 1957—1966 | 10  | 15    |                           | Украинская ССР                                          | 2101  | 1957-12-24 |
| 45  | Второй советский ИСЗ (запущен 3/XI 1957)                                                                             | 1957—1958 | 2   | 4     |                           | Скульптура «К заездам» (автор Е. В. Вучетич)            | 2110  | 1957-12-30 |
| 46  | Гражданский воздушный флот СССР                                                                                      | 1958—1959 | 2   | 14    |                           | Поршневой Ил-14                                         | 2182  | 1958-12-1  |
| 47  | Столицы союзных советских социалистических республик                                                                 | 1958—1963 | 6   | 16    |                           | Москва — столица СССР и РСФСР                           | 2232  | 1958-10-4  |
| 48  | Скульптурные памятники СССР                                                                                          | 1959—1961 | 3   | 9     |                           | Памятник В. И. Ленину в Ульяновске                      | 2319  | 1959-11-30 |
| 49  | Рыбы и морские животные                                                                                              | 1959—1960 | 2   | 5     |                           | Русский осетр                                           | 2331  | 1959-7-16  |
| 50  | Семилетний план развития народного хозяйства СССР                                                                    | 1959—1960 | 2   | 12    |                           | Серп и молот                                            | 2340  | 1959-12-20 |
| 51  | Герои Великой Отечественной войны                                                                                    | 1960—1971 | 12  | 49    |                           | Т. М. Фрунзе                                            | 2401  | 1960-2-23  |
| 52  | Авиапочта | 1960—1961 | 2   | 2     |                           | Вертолет Ми-4                                           | 2404  | 1960-3-5   |
| 53  | Столицы автономных советских социалистических республик                                                              | 1960—1962 | 3   | 22    |                           | Дагестанская АССР                                       | 2425  | 1960-11-4  |
| 54  | Борьба за освобождение Африки                                                                                        | 1960—1961 | 2   | 5     |                           | Студенты разных стран                                   | 2493  | 1960-11-17 |
| 55  | Костюмы народов СССР                                                                                                 | 1960—1963 | 4   | 16    |                           | Литовские народные костюмы                              | 2507  | 1960-12-24 |
| 56  | Украинский народный поэт Т. Г. Шевченко                                                                              | 1961—1964 | 4   | 9     |                           | Автопортрет                                             | 2548  | 1961-4-10  |
| 57  | Великая Отечественная война 1941—1945 гг. 2                                                                          | 1961—1963 | 3   | 9     |                           | Оборона Брестской крепости                              | 2611  | 1961-8-8   |
| 58  | Советский балет | 1961—1962 | 2   | 4     |                           | «Красный мак» Глиэра                                    | 2645  | 1962-2-26  |
| 59  | 92-я и 94-я годовщины со дня рождения организатора КПСС и основателя Советского государства В. И. Ленина (1870—1924) | 1962—1965 | 4   | 5     |                           | Семья Ульяновых                                         | 2677  | 1962-4-21  |
| 60  | Академики СССР | 1962—1963 | 2   | 8     |                           | Хирург Н. Н. Бурденко                                   | 2758  | 1962-10-20 |
| 61  | Герои Гражданской войны 2                                                                                            | 1962—1987 | 26  | 8     |                           | В. К. Блюхер                                            | 2783  | 1962-11-27 |
| 62  | Деятели мировой культуры 2                                                                                           | 1964—1966 | 3   | 4     |                           | Микеланджело                                            | 3027  | 1964-12-30 |
| 63  | Советские писатели                                                                                                   | 1964—1971 | 8   | 3     |                           | А. П. Гайдар                                            | 3032  | 1964-5-15  |
| 64  | Социалистические страны                                                                                              | 1964—1965 | 2   | 13    |                           | 20-летие освобождения Румынии                           | 3055  | 1964-6-16  |
| 65  | Памяти деятелей международного рабочего и национально-освободительного движения                                      | 1964—1968 | 5   | 10    |                           | Морис Торез. Франция                                    | 3087  | 1964-7-31  |
| 66  | Учёные народов СССР                                                                                                  | 1964—1988 | 25  | 30    |                           | Астроном В. Я. Струве                                   | 3128  | 1964-11-30 |
| 67  | Советское киноискусство                                                                                              | 1964—1966 | 3   | 7     |                           | Кинорежиссер А. П. Довженко                             | 3129  | 1964-11-30 |
| 68  | Деятели Коммунистической партии и Советского государства 1                                                           | 1965—1989 | 25  | 30    |                           | Я. М. Свердлов                                          | 3210  | 1965-5-30  |
| 69  | Деятели искусства народов СССР 1                                                                                     | 1965—1969 | 5   | 14    |                           | В. В. Иванов                                            | 3219  | 1965-6-25  |
| 70  | Международные научные конгрессы в СССР                                                                               | 1966—1968 | 3   | 11    |                           | Микробиология (Москва)                                  | 3306  | 1966-1-28  |
| 71  | Государственные заповедники СССР                                                                                     | 1966—1967 | 2   | 3     |                           | Баргузинский                                            | 3373  | 1966-6-25  |
| 72  | Государственные университеты СССР                                                                                    | 1968—1970 | 3   | 3     |                           | Тбилисский                                              | 3652  | 1968-8-14  |
| 73  | Автономные советские социалистические республики 1                                                                   | 1969—1980 | 12  | 19    |                           | 50-летие Башкирской АССР                                | 3730  | 1969-3-22  |
| 74  | Флора СССР | 1969—1991 | 23  | 84    |                           | Роза «ясная поляна»                                     | 3751  | 1969-5-15  |
| 75  | Советские социалистические республики 3                                                                              | 1970—1974 | 5   | 9     |                           | 50-летие Азербайджанской ССР                            | 3865  | 1970-3-18  |
| 76  | История отечественного флота                                                                                         | 1970—1982 | 13  | 35    |                           | Крейсер «Аврора»                                        | 3909  | 1970-7-26  |
| 77  | Зарубежная живопись в музеях СССР                                                                                    | 1970—1974 | 5   | 36    |                           | Рафаэль. «Мадонна Конестабиле»                          | 3956  | 1970-12-25 |
| 78  | Деятели искусства народов СССР 2                                                                                     | 1971—1978 | 8   | 9     |                           | А. М. Спендиаров                                        | 4025  | 1971-7-14  |
| 79  | Деятели культуры народов СССР 1                                                                                      | 1971—1973 | 3   | 5     |                           | Грузинский композитор З. П. Палиашвили                  | 4036  | 1971-8-3   |
| 80  | Деятели Коммунистической партии и Советского государства 2                                                           | 1971—1972 | 2   | 5     |                           | В. В. Воровский                                         | 4052  | 1971-10-14 |
| 81  | Русская и советская живопись                                                                                         | 1971—1987 | 17  | 111   |                           | В. Е. Маковский. «Свидание»                             | 4053  | 1971-10-14 |
| 82  | Лекарственные растения                                                                                               | 1972—1985 | 14  | 15    |                           | Алоэ древовидное                                        | 4107  | 1972-3-14  |
| 83  | Программа мира в действии. Визиты Л. И. Брежнева                                                                     | 1973—1980 | 8   | 7     |                           | Индия                                                   | 4255  | 1973-12-28 |
| 84  | Маршалы СССР | 1973—1988 | 16  | 18    |                           | Маршал Р. Я. Малиновский                                | 4285  | 1973-10-3  |
| 85  | История автомобилестроения России                                                                                    | 1973—1986 | 14  | 25    |                           | «Руссо-Балт». 1909                                      | 4291  | 1973-11-30 |
| 86  | Деятели мировой культуры 3                                                                                           | 1974—1989 | 16  | 11    |                           | И. С. Никитин                                           | 4419  | 1974-12-11 |
| 87  | История авиации в России и СССР                                                                                      | 1974—1979 | 6   | 27    |                           | Самолет Можайского. 1882                                | 4421  | 1974-12-25 |
| 88  | Летние Олимпийские игры 1980                                                                                         | 1974—1980 | 7   | 81    |                           | Спортивная гимнастика, бег, футбол, гребля              | 4426  | 1974-12-25 |
| 89  | Русская медицина | 1975—1976 | 2   | 4     |                           | М. П. Кончаловский                                      | 4508  | 1975-9-30  |
| 90  | Народные художественные промыслы                                                                                     | 1975—1982 | 8   | 26    |                           | А. Д. Кочупалов. «Демон»                                | 4536  | 1975-12-31 |
| 91  | Деятели культуры народов СССР 2                                                                                      | 1976—1982 | 7   | 6     |                           | Азербайджанский советский поэт и драматург Самед Вургун | 4571  | 1976-4-20  |
| 92  | Композиторы народов СССР                                                                                             | 1976—1991 | 16  | 7     |                           | Д. Д. Шостакович                                        | 4632  | 1976-9-25  |
| 93  | Ледокольный флот СССР                                                                                                | 1976—1981 | 6   | 19    |                           | «Пайлот»                                                | 4662  | 1976-12-22 |
| 94  | Шедевры древнерусской культуры                                                                                       | 1977—1978 | 2   | 10    |                           | Фантастический лев-тигр. XII век                        | 4760  | 1977-10-12 |
| 95  | Советские социалистические республики 4                                                                              | 1977—1984 | 8   | 14    |                           | 60-летие Советской власти на Украине                    | 4780  | 1977-12-14 |
| 96  | Международные космические полёты                                                                                     | 1978—1991 | 14  | 44    |                           | Космонавты А. А. Губарев и В. Ремек                     | 4808  | 1978-3-10  |
| 97  | История локомотивостроения СССР                                                                                      | 1978—1982 | 5   | 15    |                           | Первый русский паровоз Черепановых                      | 4819  | 1978-4-20  |
| 98  | Большевики | 1978—1984 | 7   | 3     |                           | С. Г. Шаумян                                            | 4896  | 1978-10-11 |
| 99  | История почты России                                                                                                 | 1978—1987 | 10  | 11    |                           | Летопись Нестора                                        | 4918  | 1978-12-14 |
| 100 | Научно-исследовательский флот СССР                                                                                   | 1979—1980 | 2   | 12    |                           | «Вулканолог»                                            | 5024  | 1979-12-25 |
| 101 | Автономные советские социалистические республики 2                                                                   | 1980—1985 | 6   | 11    |                           | 60-летие Татарской АССР                                 | 5085  | 1980-6-25  |
| 102 | Речной флот СССР | 1981—1987 | 7   | 7     |                           | Электроход «Ленин»                                      | 5206  | 1981-7-9   |
| 103 | История планеризма СССР                                                                                              | 1982—1983 | 2   | 10    |                           | «Мастяжарт», 1923                                       | 5320  | 1982-08-20 |
| 104 | Шедевры Государственного Эрмитажа                                                                                    | 1982—1987 | 6   | 42    |                           | Доменико Фетти. Портрет актёра                          | 5348  | 1982-11-25 |
| 105 | Маяки СССР | 1982—1984 | 3   | 15    |                           | Новороссийский маяк                                     | 5358  | 1982-12-29 |
| 106 | Оружие Победы | 1984—1986 | 3   | 10    |                           | Танк Т-34                                               | 5467  | 1984-1-25  |
| 107 | История пожарного транспорта России                                                                                  | 1984—1985 | 2   | 10    |                           | Линейка. XIX век                                        | 5582  | 1984-12-12 |
| 108 | Международный проект «Венера — комета Галлея»                                                                        | 1984—1986 | 3   | 4     |                           | Станция «Вега-1»                                        | 5587  | 1984-12-15 |
| 109 | Музеи Ленина | 1985—1990 | 6   | 16    |                           | Ленин и музей в Париже                                  | 5623  | 1985-4-22  |
| 110 | Животные Красной книги СССР                                                                                          | 1985—1987 | 3   | 9     |                           | Бухарская бурозубка                                     | 5658  | 1985-8-15  |
| 111 | Бабочки Красной книги СССР                                                                                           | 1986—1987 | 2   | 10    |                           | Медведица красноточечная                                | 5705  | 1986-3-18  |
| 112 | Международные альпинистские лагеря СССР                                                                              | 1986—1987 | 2   | 9     |                           | Пик Ленина                                              | 5756  | 1986-9-5   |
| 113 | Писатели народов СССР                                                                                                | 1987—1989 | 3   | 7     |                           | С. Я. Маршак                                            | 5886  | 1987-11-3  |
| 114 | Великие флотоводцы России                                                                                            | 1987—1989 | 3   | 11    |                           | Г. А. Спиридов                                          | 5897  | 1987-12-22 |
| 115 | Живопись | 1988—1990 | 3   | 11    |                           | З. Е. Серебрякова. Портрет О. К. Лансере                | 5979  | 1988-8-22  |
| 116 | Героический эпос народов СССР                                                                                        | 1988—1990 | 3   | 15    |                           | Смирнова Р. Илья Муромец                                | 5987  | 1988-9-22  |
| 117 | Фонд помощи зоопаркам                                                                                                | 1988—1991 | 4   | 14    |                           | Медведь                                                 | 5995  | 1988-10-20 |
| 118 | Советский детский фонд им. Ленина                                                                                    | 1988—1991 | 4   | 11    |                           | Юлия Крутова. Каток                                     | 6007  | 1988-12-9  |
| 119 | Утки | 1989—1991 | 3   | 9     |                           | Пеганка                                                 | 6084  | 1989-7-1   |
| 120 | Музыкальные инструменты народов СССР                                                                                 | 1989—1991 | 3   | 11    |                           | Русские инструменты                                     | 6113  | 1989-09-20 |
| 121 | Исторические архитектурные памятники народов СССР                                                                    | 1989—1991 | 3   | 16    |                           | Храм Василия Блаженного (Москва, Россия)                | 6133  | 1989-11-20 |
| 122 | Охрана природы — актуальная тема филателии                                                                           | 1989—1991 | 3   | 3     |                           | Деревенская ласточка                                    | 6144  | 1989-12-14 |
| 123 | Лауреаты Нобелевской премии                                                                                          | 1990—1991 | 2   | 6     |                           | И. А. Бунин                                             | 6256  | 1990-10-22 |
| 124 | Спешите делать добро!                                                                                                | 1990—1991 | 2   | 2     |                           | Икона «Всех Скорбящих Радость»                          | 6277  | 1990-12-23 |

#### Столбиковая диаграмма с годами многолетних серий
На следующей столбиковой диаграмме наглядно показаны годы многолетних серий. По горизонтальной оси отложены номера серий из предыдущего раздела, по вертикальной — годы. Каждая серия представлена своим столбиком серии красного цвета, покрывающим столбики годов, соответствующие сериям. Цифры года окрашены красным, если в этот год не начиналась ни одна серия.
В первом и последнем году серии марки всегда присутствуют. Остальные годы, кроме первого и последнего, являются промежуточными и могут не иметь марок серии. Если в какой-то промежуточный год серия не имет марок, то столбик этого года на столбике серии перекрашен из красного в розовый цвет.
Сразу над столбиком серии написан её порядковый номер в сокращенной записи, например, 10, 1, 2, 3, 4, 15, причем многозначные числа пишутся сверху вниз. Под столбиком серии написано другое число — количество марок в серии, многозначные числа также записаны столбиком.
Голубые линии носят вспомогательный характер и нарисованы для удобства чтения столбиковой диаграммы.
Больше всего многолетних коммеморативных серий начинается в 1957 году: 8 штук.

#### Количество номиналов в многолетних сериях
Теоретически минимальный размер многолетней серии может быть 2 марки. Многолетние серии коммеморативных марок СССР достигают этого минимума на четырёх сериях:
- «40-летие литературной деятельности М. Горького (А. М. Пешков, 1868—1936)»;
- «Народные артистки республики»;
- «Авиапочта»;
- «Спешите делать добро!».

Ниже многолетние серии сгруппированы по их размерам.
I. Мелкие многолетние серии (от 2 до 9 номиналов):
1) В помощь беспризорным детям 1, 6 марок;
2) В помощь беспризорным детям 2, 4 марки;
3) 40-летие литературной деятельности М. Горького (А. М. Пешков, 1868—1936), 2 марки;
4) 15-летие Великой Октябрьской социалистической революции, 7 марок;
5) Памяти деятелей коммунистической партии, 8 марок;
6) Авиапочта. Памяти советских стратонавтов, достигших 30/I 1934 г. на стратостате «Осоавиахим-I» высоты 22 000 метров, 6 марок;
7) Деятель Коммунистической партии и Советского государства М. И. Калинин (1875—1946), 5 марок;
8) Павильон СССР на международной выставке в Нью-Йорке (1939 г.), 4 марки;
9) 5-летие Центрального музея Ленина, 4 марки;
10) 25-летие Всесоюзного ленинского коммунистического союза молодежи (создан 29/X 1918), 5 марок;
11) Герои Гражданской войны 1, 7 марок;
12) 25-летие советской почтовой марки, 6 марок;
13) 29-я годовщина Великой Октябрьской социалистической революции, 5 марок;
14) 23-я и 24-я годовщины со дня смерти организатора КПСС и основателя Советского государства В. И. Ленина (1870—1924), 6 марок;
15) Авиапочта. День Воздушного Флота СССР (установлен 28/IV 1933), 4 марки;
16) Развитие сельского хозяйства в СССР, 7 марок;
17) Виды Ленинграда. К 250-летию Ленинграда, 5 марок;
18) 200-летие МГУ имени М. В. Ломоносова (основан 23/I 1755), 4 марки;
19) Советская научная дрейфующая станция «Северный полюс», 5 марок;
20) Женщины — общественные и политические деятели, 5 марок;
21) Народные артистки республики, 2 марки;
22) Шотландский поэт Роберт Бёрнс (1759—1796), 3 марки;
23) Декоративно-прикладное искусство народов СССР, 6 марок;
24) Всесоюзная промышленная выставка, 4 марки;
25) #200-летие Академии художеств СССР (1957—1958)200-летие Академии художеств СССР, 4 марки;
26) Второй советский ИСЗ (запущен 3/XI 1957), 4 марки;
27) Скульптурные памятники СССР, 9 марок;
28) Рыбы и морские животные, 5 марок;
29) Авиапочта, 2 марки;
30) Борьба за освобождение Африки, 5 марок;
31) Украинский народный поэт Т. Г. Шевченко, 9 марок;
32) Великая Отечественная война 1941—1945 гг. 2, 9 марок;
33) Герои Гражданской войны 2, 8 марок;
34) Советский балет, 4 марки;
35) 92-я и 94-я годовщины со дня рождения организатора КПСС и основателя Советского государства В. И. Ленина (1870—1924), 5 марок;
36) Академики СССР, 8 марок;
37) Деятели мировой культуры 2, 4 марки;
38) Советские писатели, 3 марки;
39) Советское киноискусство, 7 марок;
40) Государственные заповедники СССР, 3 марки;
41) Государственные университеты СССР, 3 марки;
42) Советские социалистические республики 3, 9 марок;
43) Деятели искусства народов СССР 2, 9 марок;
44) Деятели культуры народов СССР 1, 5 марок;
45) Деятели Коммунистической партии и Советского государства 2, 5 марок;
46) Программа мира в действии. Визиты Л. И. Брежнева, 7 марок;
47) Русская медицина, 4 марки;
48) Деятели культуры народов СССР 2, 6 марок;
49) Композиторы народов СССР, 7 марок;
50) Советские социалистические республики 4, 8 марок;
51) Большевики, 3 марки;
52) Речной флот СССР, 7 марок;
53) Международный проект «Венера — комета Галлея», 4 марки;
54) Животные Красной книги СССР, 9 марок;
55) Международные альпинистские лагеря СССР, 9 марок;
56) Писатели народов СССР, 7 марок;
57) Утки, 9 марок;
58) Охрана природы — актуальная тема филателии, 3 марки;
59) Лауреаты Нобелевской премии, 6 марок;
60) Спешите делать добро!, 6 марок.
II. Средние многолетние серии (от 10 до 29 номиналов):
1) Дирижаблестроение в СССР, 12 марок;
2) 10-летие и 20-летие со дня смерти организатора КПСС и основателя Советского государства В. И. Ленина (1870—1924), 18 марок;
3) Государственные гербы СССР и союзных республик, 14 марок;
4) Авиационный спорт в СССР, 14 марок
5) Всесоюзная сельскохозяйственная выставка в Москве 1, 27 марок;
6) 23-я и 25-я годовщины Красной Армии и Военно-Морского Флота СССР (23/II 1918), 13 марок;
7) Герои Советского Союза, павшие в Великой Отечественной войне 1941—1945 гг., 17 марок;
8) Советские самолёты в Великой Отечественной войне 1941—1945 гг., 18 марок;
9) Виды Москвы. 800-летие Москвы, 28 марок;
10) Спорт в СССР, 19 марок;
11) Писатели нашей Родины, 20 марок;
12) Фауна СССР (1957—1961), 18 марок;
13) Деятели мировой культуры 1, 10 марок;
14) Международный геофизический год, 10 марок;
15) Советские Социалистические республики 2, 15 марок;
16) Гражданский воздушный флот СССР, 14 марок;
17) Столицы союзных советских социалистических республик, 16 марок;
18) Семилетний план развития народного хозяйства СССР, 12 марок;
19) Столицы автономных светских социалистических республик, 22 марки;
20) Костюмы народов СССР, 16 марок;
21) Социалистические страны, 13 марок;
22) Памяти деятелей международного рабочего и национально-освободительного движения, 10 марок;
23) Деятели Коммунистической партии и Советского государства 1, 29 марок;
24) Деятели искусства народов СССР 1, 14 марок;
25) Международные научные конгрессы в СССР, 11 марок;
26) Автономные советские социалистические республики 1, 19 марок;
27) Лекарственные растения, 15 марок;
28) Маршалы СССР, 18 марок;
29) История автомобилестроения России, 25 марок;
30) Деятели мировой культуры 3, 11 марок;
31) История авиации в России, 27 марок;
32) Народные художественные промыслы, 26 марок;
33) Ледокольный флот СССР, 19 марок;
34) Шедевры древнерусской культуры, 10 марок;
35) Научно-исследовательский флот СССР, 12 марок;
36) История локомотивостроения СССР, 15 марок;
37) История почты России, 11 марок;
38) Автономные советские социалистические республики 2, 11 марок;
39) История планеризма СССР, 10 марок;
40) Маяки СССР, 15 марок;
41) Оружие Победы, 10 марок;
42) История пожарного транспорта России, 10 марок;
43) Музеи Ленина, 16 марок;
44) Бабочки Красной книги СССР, 10 марок;
45) Великие флотоводцы России, 11 марок$
46) Живопись, 11 марок;
47) Героический эпос народов СССР, 15 марок;
48) Фонд помощи зоопаркам, 14 марок;
49) Советский детский фонд им. Ленина, 11 марок;
50) Музыкальные инструменты народов СССР, 11 марок;
51) Исторические архитектурные памятники народов СССР, 16 марок.
III. Крупные многолетние серии (от 30 до 49 номиналов):
1) Великая Отечественная война 1941—1945 гг. 1, 31 марка;
2) Советские Социалистические республики 1, 48 марок;
3) Всесоюзная сельскохозяйственная выставка в Москве 2, 38 марок;
4) Герои Великой Отечественной войны, 49 марок;
5) Учёные народов СССР, 30 марок;
6) История отечественного флота, 35 марок;
7) Зарубежная живопись в музеях СССР, 36 марок;
8) Международные космические полёты, 44 марки;
9) Шедевры Государственного Эрмитажа, 42 марки.
IV. Перманентные многолетние серии (50 номиналов или более):
1) Ордена и медали СССР, 70 марок;
2) Флора СССР, 84 марки;
3) Русская и советская живопись, 111 марок;
4) Летние Олимпийские игры 1980, 81 марка.

### Признание каталогами многолетних серий

#### Таблица со сведениями о наличии многолетних серий в каталогах
В таблице приведены сведения о наличии многолетних серий в следующих шести каталогах:
- каталог ЦФА (Спивак, Соловьев, ежегодные дополнения, Kar);
- каталог Стандарт-Коллекции Загорского;
- американский каталог Скотт;
- немецкий каталог Михель;
- английский каталог Стэнли Гиббонс;
- французский каталог Ивер и Телье.

Если многолетняя серия признана каталогом вся или почти вся (за исключением нескольких номиналов), то в соответствующей графе стоит знак +. Если многолетняя серия не признана каталогом, то есть разбита в каталоге на несколько отдельных подсерий, то стоит знак -.
| №   | Название серии | Годы        | ЦФА | SC | Scott | Michel | SG | Yvert |
| --- | --- | ----------- | --- | -- | ----- | ------ | -- | ----- |
| 1   | В помощь беспризорным детям 1                                                                                        | 1926—1927   | +   | –  | –     | +      | –  | –     |
| 2   | В помощь беспризорным детям 1                                                                                        | 1929—1930   | +   | +  | –     | +      | +  | +     |
| 3   | Дирижаблестроение в СССР                                                                                             | 1931—1932   | +   | +  | +     | +      | +  | +     |
| 4   | 40-летие литературной деятельности М. Горького (А. М. Пешков, 1868—1936)                                             | 1932—1933   | +   | +  | +     | +      | +  | +     |
| 5   | 15-летие Великой Октябрьской социалистической революции                                                              | 1932—1933   | +   | +  | +     | +      | +  | +     |
| 6   | Памяти деятелей коммунистической партии                                                                              | 1933—1935   | +   | +  | +     | +      | +  | +     |
| 7   | 10-летие и 20-летие со дня смерти организатора КПСС и основателя Советского государства В. И. Ленина (1870—1924)     | 1934—1944   | +   | +  | +     | +      | +  | +     |
| 8   | Авиапочта. Памяти советских стратонавтов, достигших 30/I 1934 г. на стратостате «Осоавиахим-I» высоты 22 000 метров  | 1934—1944   | +   | +  | +     | +      | +  | +     |
| 9   | Деятель Коммунистической партии и Советского государства М. И. Калинин (1875—1946)                                   | 1935—1946   | +   | +  | +     | +      | +  | +     |
| 10  | Государственные гербы СССР и союзных республик                                                                       | 1937—1941   | +   | –  | +     | +      | –  | –     |
| 11  | Авиационный спорт в СССР                                                                                             | 1938—1939   | –   | –  | +     | –      | –  | –     |
| 12  | Павильон СССР на международной выставке в Нью-Йорке (1939 г.)                                                        | 1939—1940   | +   | +  | +     | +      | +  | +     |
| 13  | Всесоюзная сельскохозяйственная выставка в Москве 1                                                                  | 1939—1940   | –   | –  | –     | +      | –  | –     |
| 14  | 23-я и 25-я годовщины Красной Армии и Военно-Морского Флота СССР (23/II 1918)                                        | 1941—1943   | –   | –  | –     | +      | –  | –     |
| 15  | 5-летие Центрального музея Ленина                                                                                    | 1941—1942   | +   | +  | +     | +      | +  | +     |
| 16  | Герои Советского Союза, павшие в Великой Отечественной войне 1941—1945 гг.                                           | 1942—1944   | +   | +  | –     | +      | +  | –     |
| 17  | Великая Отечественная война 1941—1945 гг. 1                                                                          | 1942—1946   | –   | –  | –     | +      | –  | –     |
| 18  | Ордена и медали СССР                                                                                                 | 1943—1953   | +   | –  | –     | +      | –  | –     |
| 19  | 25-летие Всесоюзного ленинского коммунистического союза молодежи (создан 29/X 1918)                                  | 1943—1944   | +   | +  | +     | +      | +  | +     |
| 20  | Герои Гражданской войны 1                                                                                            | 1944—1949   | +   | +  | +     | +      | +  | +     |
| 21  | Советские самолеты в Великой Отечественной войне 1941—1945 гг.                                                       | 1945—1946   | +   | +  | +     | +      | +  | +     |
| 22  | Виды Москвы. 800-летие Москвы                                                                                        | 1946—1947   | –   | –  | –     | –      | –  | –     |
| 23  | 25-летие советской почтовой марки                                                                                    | 1946—1947   | +   | +  | +     | +      | +  | +     |
| 24  | 29-я годовщина Великой Октябрьской социалистической революции                                                        | 1946—1947   | +   | +  | +     | +      | +  | +     |
| 25  | 23-я и 24-я годовщины со дня смерти организатора КПСС и основателя Советского государства В. И. Ленина (1870—1924)   | 1947—1948   | +   | +  | +     | +      | +  | +     |
| 26  | Авиапочта. День Воздушного Флота СССР (установлен 28/IV 1933)                                                        | 1947—1948   | +   | +  | +     | +      | –  | +     |
| 27  | Советские социалистические республики 1                                                                              | 1948—1951   | –   | –  | –     | +      | –  | –     |
| 28  | Спорт в СССР | 1948—1949   | +   | –  | –     | –      | –  | –     |
| 29  | Развитие сельского хозяйства в СССР                                                                                  | 1950—1951   | +   | +  | –     | –      | –  | –     |
| 30  | Виды Ленинграда. К 250-летию Ленинграда                                                                              | 1953—1957   | –   | –  | –     | –      | –  | –     |
| 31  | Всесоюзная сельскохозяйственная выставка в Москве 2                                                                  | 1954—1956   | +   | –  | –     | +      | –  | –     |
| 32  | 200-летие МГУ имени М. В. Ломоносова (основан 23/I 1755)                                                             | 1955—1956   | +   | +  | +     | +      | +  | +     |
| 33  | Советская научная дрейфующая станция «Северный полюс»                                                                | 1955—1962   | +   | +  | +     | +      | +  | +     |
| 34  | Женщины — общественные и политические деятели                                                                        | 1956—1958   | +   | –  | +     | –      | –  | –     |
| 35  | Народные артистки республики                                                                                         | 1956—1957   | –   | +  | –     | +      | –  | +     |
| 36  | Шотландский поэт Роберт Бёрнс (1759—1796)                                                                            | 1956—1959   | +   | +  | +     | +      | –  | +     |
| 37  | Писатели нашей Родины                                                                                                | 1956—1960   | +   | +  | +     | +      | +  | –     |
| 38  | Фауна СССР | 1957—1961   | +   | +  | +     | +      | +  | +     |
| 39  | Декоративно-прикладное искусство народов СССР                                                                        | 1957—1958   | +   | +  | +     | +      | +  | +     |
| 40  | Деятели мировой культуры 1                                                                                           | 1957—1958   | +   | –  | +     | –      | –  | –     |
| 41  | Международный геофизический год                                                                                      | 1957—1959   | –   | –  | –     | –      | +  | –     |
| 42  | Всесоюзная промышленная выставка                                                                                     | 1957—1959   | –   | –  | –     | +      | –  | –     |
| 43  | #200-летие Академии художеств СССР (1957—1958)200-летие Академии художеств СССР                                      | 1957—1958   | +   | –  | –     | –      | –  | +     |
| 44  | Советские социалистические республики 2                                                                              | 1957—1966   | –   | –  | –     | +      | –  | –     |
| 45  | Второй советский ИСЗ (запущен 3/XI 1957)                                                                             | 1957—1958   | +   | +  | +     | +      | +  | +     |
| 46  | Гражданский воздушный флот СССР                                                                                      | 1958—1959   | +   | +  | +     | +      | +  | +     |
| 47  | Столицы союзных советских социалистических республик                                                                 | 1958—1963   | +   | +  | +     | +      | +  | +     |
| 48  | Скульптурные памятники СССР                                                                                          | 1959—1961   | +   | –  | –     | –      | –  | +     |
| 49  | Рыбы и морские животные                                                                                              | 1959—1960   | +   | +  | +     | –      | +  | +     |
| 50  | Семилетний план развития народного хозяйства СССР                                                                    | 1959—1960   | +   | +  | +     | +      | +  | +     |
| 51  | Герои Великой Отечественной войны                                                                                    | 1960—1971   | +   | –  | –     | +      | –  | –     |
| 52  | Авиапочта | 1960—1961   | +   | +  | –     | +      | –  | –     |
| 53  | Столицы автономных советских социалистических республик                                                              | 1960—1962   | +   | +  | +     | +      | +  | +     |
| 54  | Борьба за освобождение Африки                                                                                        | 1960—1961   | –   | –  | –     | –      | –  | –     |
| 55  | Костюмы народов СССР                                                                                                 | 1960—1963   | +   | +  | +     | +      | +  | +     |
| 56  | Украинский народный поэт Т. Г. Шевченко                                                                              | 1961—1964   | +   | –  | –     | +      | +  | –     |
| 57  | Великая Отечественная война 1941—1945 гг. 2                                                                          | 1961—1963   | +   | +  | +     | +      | +  | –     |
| 58  | Советский балет | 1961—1962   | +   | +  | +     | +      | +  | +     |
| 59  | 92-я и 94-я годовщины со дня рождения организатора КПСС и основателя Советского государства В. И. Ленина (1870—1924) | 1962—1965   | –   | –  | –     | –      | –  | –     |
| 60  | Академики СССР | 1962—1963   | –   | –  | –     | –      | –  | +     |
| 61  | Герои Гражданской войны 2                                                                                            | 1962—1987   | +   | –  | –     | –      | –  | –     |
| 62  | Деятели мировой культуры 2                                                                                           | 1964—1966   | +   | –  | –     | –      | –  | –     |
| 63  | Советские писатели                                                                                                   | 1964—1971   | +   | –  | –     | –      | –  | –     |
| 64  | Социалистические страны                                                                                              | 1964—1965   | –   | –  | –     | –      | –  | +     |
| 65  | Памяти деятелей международного рабочего и национально-освободительного движения                                      | 1964—1968   | +   | –  | –     | –      | –  | –     |
| 66  | Учёные народов СССР                                                                                                  | 1964—1988   | +   | –  | –     | –      | –  | –     |
| 67  | Советское киноискусство                                                                                              | 1964—1966   | +   | +  | –     | –      | –  | –     |
| 68  | Деятели Коммунистической партии и Советского государства 1                                                           | 1965—1989   | –   | –  | –     | –      | –  | –     |
| 69  | Деятели искусства народов СССР 1                                                                                     | 1965—1969   | +   | –  | +     | +      | –  | –     |
| 70  | Международные научные конгрессы в СССР                                                                               | 1966—1968   | +   | –  | –     | –      | –  | –     |
| 71  | Государственные заповедники СССР                                                                                     | 1966—1967   | +   | +  | –     | –      | –  | –     |
| 72  | Государственные университеты СССР                                                                                    | 1968—1970   | +   | –  | –     | –      | –  | –     |
| 73  | Автономные советские социалистические республики 1                                                                   | 1969—1980   | +   | +  | +     | +      | +  | –     |
| 74  | Флора СССР | 1969—1991   | +   | –  | –     | –      | –  | –     |
| 75  | Советские социалистические республики 3                                                                              | 1970—1974   | +   | +  | –     | +      | –  | –     |
| 76  | История отечественного флота                                                                                         | 1970—1982   | –   | –  | –     | –      | –  | –     |
| 77  | Зарубежная живопись в музеях СССР                                                                                    | 1970—1974   | +   | –  | –     | +      | –  | –     |
| 78  | Деятели искусства народов СССР 2                                                                                     | 1971—1978   | –   | –  | –     | –      | –  | –     |
| 79  | Деятели культуры народов СССР 1                                                                                      | 1971—1973   | –   | –  | –     | –      | –  | –     |
| 80  | Деятели Коммунистической партии и Советского государства 2                                                           | 1971—1972   | +   | –  | –     | –      | –  | –     |
| 81  | Русская и советская живопись                                                                                         | 1971—1987   | +   | –  | –     | –      | –  | –     |
| 82  | Лекарственные растения                                                                                               | 1972—1985   | +   | –  | –     | –      | –  | –     |
| 83  | Программа мира в действии. Визиты Л. И. Брежнева                                                                     | 1973—1980   | –   | +  | –     | –      | –  | –     |
| 84  | Маршалы СССР | 1973—1988   | +   | –  | –     | +      | –  | –     |
| 85  | История автомобилестроения России                                                                                    | 1973—1986   | –   | –  | –     | –      | –  | +     |
| 86  | Деятели мировой культуры 3                                                                                           | 1974—1989   | +   | –  | –     | –      | –  | –     |
| 87  | История авиации в России                                                                                             | 1974—1979   | +   | +  | –     | –      | –  | –     |
| 88  | Летние Олимпийские игры 1980                                                                                         | 1974—1980   | –   | –  | –     | +      | –  | –     |
| 89  | Русская медицина | 1975—1976   | –   | –  | +     | –      | –  | –     |
| 90  | Народные художественные промыслы                                                                                     | 1975—1982   | +   | –  | –     | –      | –  | –     |
| 91  | Деятели культуры народов СССР 2                                                                                      | 1976—1982   | –   | –  | –     | –      | –  | –     |
| 92  | Композиторы народов СССР                                                                                             | (1976—1991) | –   | –  | –     | –      | –  | –     |
| 93  | Ледокольный флот СССР                                                                                                | (1976—1981) | +   | +  | –     | +      | +  | –     |
| 94  | Шедевры древнерусской культуры (1977—1978)                                                                           | 1977—1978   | +   | –  | –     | +      | –  | –     |
| 95  | Советские социалистические республики 4                                                                              | 1977—1984   | –   | –  | –     | +      | –  | –     |
| 96  | Международные космические полёты                                                                                     | (1978—1991) | +   | –  | –     | –      | –  | –     |
| 97  | История локомотивостроения СССР                                                                                      | 1978—1982   | –   | +  | –     | –      | –  | –     |
| 98  | Большевики | 1978—1984   | –   | –  | –     | –      | –  | –     |
| 99  | История почты России                                                                                                 | 1978—1987   | –   | +  | –     | –      | –  | –     |
| 100 | Научно-исследовательский флот СССР                                                                                   | 1979—1980   | +   | +  | +     | +      | +  | –     |
| 101 | Автономные советские социалистические республики 2                                                                   | 1980—1985   | +   | +  | –     | +      | –  | –     |
| 102 | Речной флот СССР | 1981—1987   | –   | +  | –     | –      | –  | –     |
| 103 | История планеризма СССР                                                                                              | 1982—1983   | +   | +  | +     | +      | +  | –     |
| 104 | Шедевры Государственного Эрмитажа                                                                                    | 1982—1987   | +   | +  | –     | –      | –  | –     |
| 105 | Маяки СССР | 1982—1984   | +   | +  | +     | +      | +  | +     |
| 106 | Оружие Победы | 1984—1986   | +   | –  | –     | –      | –  | –     |
| 107 | История пожарного транспорта России                                                                                  | 1984—1985   | +   | +  | +     | +      | +  | +     |
| 108 | Международный проект «Венера — комета Галлея»                                                                        | 1984—1986   | +   | +  | –     | +      | +  | –     |
| 109 | Музеи Ленина | 1985—1990   | –   | –  | –     | –      | –  | –     |
| 110 | Животные Красной книги СССР                                                                                          | 1985—1987   | +   | +  | –     | –      | –  | –     |
| 111 | Бабочки Красной книги СССР                                                                                           | 1986—1987   | +   | +  | –     | +      | +  | –     |
| 112 | Международные альпинистские лагеря СССР                                                                              | 1986—1987   | +   | +  | +     | +      | +  | +     |
| 113 | Писатели народов СССР                                                                                                | 1987—1989   | –   | –  | –     | –      | –  | –     |
| 114 | Великие флотоводцы России                                                                                            | 1987—1989   | +   | +  | +     | –      | +  | +     |
| 115 | Живопись | 1988—1990   | +   | +  | –     | –      | –  | +     |
| 116 | Героический эпос народов СССР                                                                                        | 1988—1990   | +   | +  | +     | +      | +  | +     |
| 117 | Фонд помощи зоопаркам                                                                                                | 1988—1991   | +   | +  | +     | +      | –  | +     |
| 118 | Советский детский фонд им. Ленина                                                                                    | 1988—1991   | +   | +  | +     | +      | –  | +     |
| 119 | Утки | 1989—1991   | +   | +  | –     | –      | +  | –     |
| 120 | Музыкальные инструменты народов СССР                                                                                 | 1989—1991   | +   | +  | +     | +      | +  | +     |
| 121 | Исторические архитектурные памятники народов СССР                                                                    | 1989—1991   | +   | +  | –     | +      | +  | –     |
| 122 | Охрана природы — актуальная тема филателии                                                                           | 1989—1991   | +   | +  | –     | –      | –  | –     |
| 123 | Лауреаты Нобелевской премии                                                                                          | 1990—1991   | +   | +  | –     | +      | –  | –     |
| 124 | Спешите делать добро!                                                                                                | 1990—1991   | –   | +  | –     | –      | –  | –     |

#### Количество каталогов, признающих конкретные многолетние серии
Некоторые многолетние серии коммеморативных марок СССР полностью или почти полностью определены только в одном из каталогов. Это могут быть каталоги: русский ЦФА, американский Scott, немецкий Michel или английский SG. Некоторые — во всех шести. А некоторые — полностью или почти полностью ни в одном отдельно взятом каталоге, только два или три каталога вместе определяют такие серии полностью.
Ниже многолетние серии сгруппированы по количеству полностью или почти полностью признающих их каталогов.
I. Серии, не определённые никаким одиночным каталогом, только парами или тройками каталогов, или определённые по статье:
1) Виды Москвы. 800-летие Москвы;
2) Виды Ленинграда. К 250-летию Ленинграда;
3) Борьба за освобождение Африки;
4) 92-я и 94-я годовщины со дня рождения организатора КПСС и основателя Советского государства В. И. Ленина (1870—1924);
5) Деятели Коммунистической партии и Советского государства 1;
6) История отечественного флота;
7) Деятели искусства народов СССР 2;
8) Деятели культуры народов СССР 1;
9) Деятели культуры народов СССР 2;
10) Композиторы народов СССР;
11) Большевики;
12) Музеи Ленина;
13) Писатели народов СССР.
II. Серия, определённая только русским каталогом ЦФА:
1) Спорт в СССР;
2) Герои Гражданской войны 2;
3) Деятели мировой культуры 2;
4) Советские писатели;
5) Памяти деятелей международного рабочего и национально-освободительного движения;
6) Учёные народов СССР;
7) Международные научные конгрессы в СССР;
8) Государственные университеты СССР;
9) Флора СССР;
10) Деятели Коммунистической партии и Советского государства 2;
11) Русская и советская живопись;
12) Лекарственные растения;
13) Деятели мировой культуры 3;
14) Народные художественные промыслы;
15) Международные космические полёты;
16) Оружие Победы.
III. Серии, определённые только русским каталогом SC:
1) Программа мира в действии. Визиты Л. И. Брежнева;
2) История локомотивостроения СССР;
3) История почты России;
4) Речной флот СССР;
5) Спешите делать добро!.
IV. Серии, определённые только американским каталогом Scott:
1) Государственные гербы СССР и союзных республик;
2) Русская медицина.
V. Серии, определённые только немецким каталогом Michel:
1) Всесоюзная сельскохозяйственная выставка в Москве 1;
2) 23-я и 25-я годовщины Красной Армии и Военно-Морского Флота СССР (23/II 1918);
3) Великая Отечественная война 1941—1945 гг. 1;
4) Советские социалистические республики 1;
5) Всесоюзная промышленная выставка;
6) Советские социалистические республики 2;
7) Летние Олимпийские игры 1980;
8) Советские социалистические республики 4.
VI. Серия, определённая только английским каталогом SG:
1) Международный геофизический год.
VII. Серии, определённые только французским каталогом Yvert:
1) Академики СССР;
2) Социалистические страны;
3) История автомобилестроения России.
VIII. Серии, определённые ровно двумя каталогами ЦФА и SC:
1) Развитие сельского хозяйства в СССР;
2) Советское киноискусство;
3) Государственные заповедники СССР;
4) История авиации в России;
5) Шедевры Государственного Эрмитажа;
6) Животные Красной книги СССР;
7) Охрана природы — актуальная тема филателии.
IX. Серии, определённые ровно двумя каталогами ЦФА и Scott:
1) Женщины — общественные и политические деятели;
2) Деятели мировой культуры 1.
X. Серии, определённые ровно двумя каталогами ЦФА и Michel:
1) Ордена и медали СССР;
2) Всесоюзная сельскохозяйственная выставка в Москве 2;
3) Герои Великой Отечественной войны;
4) Зарубежная живопись в музеях СССР;
5) Маршалы СССР;
6) Шедевры древнерусской культуры.
XI. Серии, определённые ровно двумя каталогами ЦФА и Yvert:
1) 200-летие Академии художеств СССР;
2) Скульптурные памятники СССР.
XII. Серии, определённые ровно тремя каталогами ЦФА, SC и Michel:
1) Авиапочта;
2) Советские социалистические республики 3;
3) Автономные советские социалистические республики 2;
4) Лауреаты Нобелевской премии.
XIII. Серии, определённые ровно тремя каталогами ЦФА, SC и SG:
1) Утки.
XIV. Серии, определённые ровно тремя каталогами ЦФА, SC и Yvert:
1) Живопись.
XV. Серии, определённые ровно тремя каталогами ЦФА, Scott и Michel:
1) Авиационный спорт в СССР;
2) Деятели искусства народов СССР 1.
XVI. Серия, определённая ровно тремя каталогами ЦФА, Scott и SG:
1) Народные артистки республики.
XVII. Серия, определённая ровно тремя каталогами ЦФА, Michel и SG:
1) Украинский народный поэт Т. Г. Шевченко.
XVIII. Серии, определённые ровно четырьмя каталогами (без Scott и Yvert):
1) Герои Советского Союза, павшие в Великой Отечественной войне 1941—1945 гг.;
2) Ледокольный флот СССР;
3) Международный проект «Венера — комета Галлея»;
4) Бабочки Красной книги СССР;
5) Исторические архитектурные памятники народов СССР.
XIX. Серия, определённая ровно пятью каталогами (без SC):
1) В помощь беспризорным детям 1.
XX. Серия, определённая ровно пятью каталогами (без Michel):
1) Рыбы и морские животные;
2) Великие флотоводцы России.
XXI. Серии, определённые ровно пятью каталогами (без SG):
1) Авиапочта. День Воздушного Флота СССР (установлен 28/IV 1933);
2) Шотландский поэт Роберт Бёрнс (1759—1796);
3) Фонд помощи зоопаркам;
4) Советский детский фонд им. Ленина.
XXII. Серии, определённые ровно пятью каталогами (без Yvert):
1) Писатели нашей Родины;
2) Великая Отечественная война 1941—1945 гг. 2;
3) Автономные советские социалистические республики 1;
4) Научно-исследовательский флот СССР;
5) История планеризма СССР.
XXIII. Серии, определённые всеми шестью каталогами:
1) В помощь беспризорным детям 2;
2) Дирижаблестроение в СССР;
3) 40-летие литературной деятельности М. Горького (А. М. Пешков, 1868—1936);
4) 15-летие Великой Октябрьской социалистической революции;
5) Памяти деятелей коммунистической партии;
6) 10-летие и 20-летие со дня смерти организатора КПСС и основателя Советского государства В. И. Ленина (1870—1924);
7) Авиапочта. Памяти советских стратонавтов, достигших 30/I 1934 г. на стратостате «Осоавиахим-I» высоты 22 000 метров;
8) Деятель Коммунистической партии и Советского государства М. И. Калинин (1875—1946);
9) Павильон СССР на международной выставке в Нью-Йорке (1939 г.);
10) 5-летие Центрального музея Ленина;
11) 25-летие Всесоюзного ленинского коммунистического союза молодежи (создан 29/X 1918);
12) Герои Гражданской войны 1;
13) Советские самолёты в Великой Отечественной войне 1941—1945 гг.;
14) 25-летие советской почтовой марки;
15) 29-я годовщина Великой Октябрьской социалистической революции;
16) 23-я и 24-я годовщины со дня смерти организатора КПСС и основателя Советского государства В. И. Ленина (1870—1924);
17) 200-летие МГУ имени М. В. Ломоносова (основан 23/I 1755);
18) Советская научная дрейфующая станция «Северный полюс»;
19) Фауна СССР;
20) Декоративно-прикладное искусство народов СССР;
21) Второй советский ИСЗ (запущен 3/XI 1957);
22) Гражданский воздушный флот СССР;
23) Столицы союзных советских социалистических республик;
24) Семилетний план развития народного хозяйства СССР;
25) Столицы автономных советских социалистических республик;
26) Костюмы народов СССР;
27) Советский балет;
28) Маяки СССР;
29) История пожарного транспорта России;
30) Международные альпинистские лагеря СССР;
31) Героический эпос народов СССР;
32) Музыкальные инструменты народов СССР.
Самый «производительный» каталог, в котором больше всего многолетних серий коммеморативных марок СССР, это немецкий каталог Michel.